# ペリツァ・オグニェノヴィッチ
ペリツァ・オグニェノヴィッチ（セルビア語: Перица Огњеновић, ラテン文字転写: Perica Ognjenović、1977年2月24日 - ）は、セルビアの元サッカー選手、サッカー指導者。ポジションはフォワード。

## 経歴
レッドスター・ベオグラード時代、1995年11月12日のエルサルバドル代表戦で18歳にしてユーゴスラビア代表デビューを果たし、1998 FIFAワールドカップでグループリーグ3試合に出場した。
レッドスターと代表での活躍が評価され1999年1月12日にはスペインの名門レアル・マドリードに移籍したが期待外れに終わり、その後のキャリアは下降線を辿った。

## 代表歴

### 出場大会
- ユーゴスラビア代表
  - 1998 FIFAワールドカップ

### 試合数
- 国際Aマッチ 8試合 0得点（1995年-1998年）[5]

| ユーゴスラビア代表 | 国際Aマッチ | 国際Aマッチ |
| 年                 | 出場        | 得点        |
| ------------------ | ----------- | ----------- |
| 1995               | 2           | 0           |
| 1996               | 0           | 0           |
| 1997               | 0           | 0           |
| 1998               | 6           | 0           |
| 通算               | 8           | 0           |